# Estandarte imperial

Estandarte de Carlos V, emperador del Sacro Imperio y heredero de varias monarquías europeas.

El término estandarte imperial hace referencia al estandarte empleado para indicar la presencia de la persona de un monarca con el título imperial. Aunque frecuentes en el pasado en la actualidad sólo se conserva uno, el estandarte imperial de Japón, que pertenece al único monarca reinante que continúa ostentando el título de emperador.

## Europa

### Imperio romano

Vexillum romano.

Los signa militaria eran las insignias o estandartes (enseñas) romanos. El Águila romana (aquila en latín) era un símbolo que acompañaba a la legión romana. Estaba hecha de plata o bronce, con alas extendidas. La legión también utilizaba como emblema las siglas SPQR "Senatvs Popvlvs Qve Romanvs", cuya traducción es «el Senado y el Pueblo Romano».
Al convertirse el emperador Constantino al cristianismo, decidió usar como enseña la cruz y el monograma de Cristo, este estandarte fue denominado lábaro.

### Imperio Bizantino

Estandarte de la dinastía Paleólogo.

El águila bicéfala, de origen hitita, fue símbolo de los Paleólogo, la última dinastía reinante en el Imperio bizantino, desde el siglo XIII al XV. El águila era representada con las alas extendidas, explayada en terminología heráldica, de sable (negro heráldico) o de oro (amarillo). Este emblema, que por extensión lo fue también del conjunto del Imperio Bizantino,  aludía a la superioridad y de integración, como sucesores del Imperio de Roma, de las dos herencias de Oriente y de Occidente. Sin embargo, los Paleólogo también emplearon otro símbolo menos conocido, una cruz con cuatro betas en oro en los cuarteles campo de gules (rojo heráldico). Estas betas, con forma de eslabones representan el lema de esta dinastía "Βασιλεύς Βασιλέων, Βασιλεύων Βασιλευόντων", transcrito Basileus "Basileon, Basileuon Basileuonton" (“Rey de reyes, que reina sobre los que reinan”). Este último símbolo figuraba cuartelado con la cruz de San Jorge en la única enseña bizantina de aquella época cuya existencia ha sido constatada, aparece documentada en un atlas castellano de mediados del siglo XIV.

### Sacro Imperio Romano Germánico
| |
| |
| Estandartes imperiales del Sacro Imperio Romano, * Siglo XII-XV. * Siglo XV-1806. (Sin blasones personales). |

Los estandartes de los emperadores del Sacro Imperio (962-1806) recogían sobre un paño, los colores de sus escudos de armas. El elemento más importante de los mismos fue el águila, representada de sable y explayada (negra y con las alas extendidas) sobre fondo de oro. La adopción de estos elementos pudo responder a la idea de la "Restauratio imperi" que presentaba al Sacro Imperio Romano y anteriormente, el  Imperio carolingio como sucesores de la Antigua Roma, al igual que sucedió en Bizancio. El águila sobre fondo de oro apareció en el estandarte del emperador Federico I Barbarroja a comienzos del siglo XII, consolidándose como símbolo imperial durante aquel siglo. La figura del águila, al poseer un carácter heráldico y ser de naturaleza simbólica, apareció representada desde entonces de forma convencional, no natural, con un diseño estilizado.
En un primer momento el águila contaba únicamente con una cabeza, fue después de la coronación de Segismundo de Luxemburgo como emperador en 1433 cuando, por influencia bizantina, el águila bicéfala comenzó a figurar en la heráldica de los emperadores y por tanto en sus estandartes. Durante el siglo XV también se comenzó a situar los blasones dinásticos de cada emperador sobre el  pecho del águila.

### Imperio austríaco

Estandarte imperial austríaco.

En 1806 el Sacro Imperio fue abolido en la reorganización napoleónica de Alemania. Para mantener su título imperial, el último emperador Sacro-Romano Francisco II, elevó a Austria de la categoría de archiducado a la de imperio y se hizo llamar desde entonces Francisco I de Austria.
El estandarte del emperador austríaco continuó siendo de color amarillo, con los bordes adornados con un dentado, característico de Austria, con los colores negro, amarillo, rojo y blanco. Sobre el pecho del águila aparecía situado el blasón de la Casa de Habsburgo-Lorena, con las armas de Habsburgo, Austria y Lorena, y que fue conocido como escudo pequeño del Imperio Austríaco. El escudo apareció representado con todos sus adornos exteriores junto con los blasones de algunos territorios integrados en el Imperio, de pequeño tamaño. A finales del siglo XIX en el estandarte del emperador se incorporaron ocho coronas imperiales austriacas cerca de los bordes. La emperatriz utilizó el mismo estandarte con el mismo escudo (sin sus armas personales) pero con cuatro coronas y los archiduques sin ninguna. En 1915 se sustituyó el color amarillo del fondo por el púrpura en los estandartes usados por la Familia Imperial. La tonalidad del color púrpura empleado en estandarte de los archiduques fue diferente, anaranjada, para poder diferenciarlo del estandarte imperial.

### Imperio alemán

Estandarte del Káiser alemán. (Versión usada entre 1888 y 1918)

Durante el Imperio Alemán (1871-1918) el káiser (Emperador) utilizó un estandarte que consistió en una enseña cuadrada, de color púrpura (rojo en la práctica) durante los primeros meses y posteriormente amarillo, el color que había sido utilizado por los emperadores del Sacro Imperio. En la parte central del estandarte figuraba el escudo mediano del emperador, timbrado con la corona heráldica del Imperio Alemán y rodeado por el collar de la Orden del Águila Negra. Detrás del escudo se encontraba representada la Cruz de Hierro, cargada con la siguiente expresión  "GOTT-MIT-UNS" ("Dios con nosotros") y el año 1870, fecha en que Prusia derrotó a Francia en la Batalla de Sedán pudiendo culminar el proceso de unificación alemana. El fondo estaba decorado con águilas y coronas heráldicas Imperio Alemán, de pequeño tamaño. En  1888 se introdujeron pequeñas modificaciones que únicamente afectaron al diseño del estandarte.

### Rusia

Estandarte del Emperador de Rusia (Versión usada entre 1858 y 1917).

Desde los tiempos de Catalina la Grande el estandarte imperial de Rusia consistió en una bandera de color amarillo con el escudo pequeño del emperador en su centro. En el escudo de los monarcas rusos figuraba desde el siglo XV, por influencia bizantina, el águila bicéfala porque al producirse la Caída de Constantinopla en 1453, los monarcas del  Principado de Moscú se consideraron herederos del Imperio Bizantino. La última versión del estandarte del zar de Rusia, sin cambios substanciales, fue aprobada en 1858. Desde aquel año, cuando el zar embarcaba en algún navío de la Armada Rusa, se izaba otro estandarte, con el mismo diseño pero con fondo rojo, simbolizando el color púrpura.

### Segundo Imperio francés

Estandarte de Napoleón III.

Napoleón III, a diferencia de su tío, que no había utilizado ningún estandarte personal, empleó como enseña una bandera tricolor francesa con el escudo imperial y adornada con abejas.

### Imperio otomano

Estandarte del Sultán Otomano.
(Finales del -1923)

El Imperio otomano (1299-1923)  utilizó numerosas enseñas durante su dilatada existencia. También los sultanes contaron con numerosas banderas personales, que en ocasiones variaron en función de las ceremonias de estado.
En 1917 el sultán utilizaba un estandarte de color rojo, probablemente simbolizando el color púrpura. En su parte central figuraba una estrella, semejante a las placas de las órdenes militares, que rodeaba al Tughra que era un símbolo compuesto por las firmas de los ocho sultanes otomanos más relevantes y fue utilizado como sello por sus sucesores.

## África

### Etiopía

Estandarte del emperador Haile Selassie de Etiopía.

Estandarte del emperador
Haile Selassie de Etiopía (reverso)

El estandarte usado por el emperador Haile Selassie de Etiopía estuvo basado en la bandera nacional de aquel país que estaba compuesta por tres franjas horizontales de igual tamaño: la superior es de color verde, la central amarilla y la inferior roja. En la parte central del anverso del estandarte, ocupando la franja central y parte de las exteriores, figuraba el León de Judá (que también aparecía en la bandera nacional), rodeado por el collar de la Orden de Salomón. En el reverso del estandarte aparecía representado San Jorge matando al dragón, también rodeado por el collar de la orden. Las esquinas de ambos lados de la bandera se encontraban adornadas con la insignia de la Orden de Salomón: la estrella de David con una cruz en su interior.

## América

### Brasil

Bandera imperial de Brasil.
(Versión usada entre 1822 y 1870)

Cuando en 1822 Brasil se independizó de Portugal, adoptó una bandera basada en la que se piensa que había sido diseñada como estandarte personal del primer emperador, Pedro I, cuando era todavía príncipe heredero del  Reino Unido de Portugal, Brasil y Algarve. Esta bandera consistió en un paño de color verde, símbolo de la casa de Braganza, con un rombo amarillo que identificaba a los Habsburgo que era la familia de María Leopoldina de Austria, esposa de Pedro. 
En la parte central de la bandera aparecía representado el escudo del Brasil, en este escudo se había incorporado una corona real cerrada cuando Pedro I accedió al trono. Justo después, se creó una nueva corona, la corona imperial de Brasil, cerrada como en el caso de la anterior por diademas pero de mayor longitud. En el escudo figuraban un conjunto de estrellas que simbolizaban el número de provincias en el Imperio de Brasil (diecinueve hasta 1870 y veinte desde entonces).
La bandera imperial comenzó a utilizarse como enseña nacional y no hay constancia de que ninguno de los dos emperadores que tuvo Brasil adoptara un estandarte de uso personal, a pesar de que algunos repertorios de banderas, como "Album des Pavillons" de la Marina Francesa  (publicado  en 1858), se mostrara un estandarte atribuido al emperador de Brasil que consistía en una bandera de color verde, sin el rombo amarillo, con el escudo imperial de color amarillo oscuro o dorado y decorada en sus esquinas con ramos de hojas del mismo color que el escudo.

### México

Estandarte Imperial del Segundo Imperio Mexicano

El emperador Maximiliano I contó con un “Pabellón Imperial” que consistió en la bandera nacional del Segundo Imperio con el escudo imperial bordado en su centro y adornado en las cuatro esquinas del paño con la corona imperial sobre el águila y la serpiente mexicanas, de pequeño tamaño y color dorado. Esta enseña también se izaba en presencia de su consorte, Carlota de Sajonia-Coburgo-Gotha. El texto del  decreto donde apareció regulado es el siguiente:

”MAXIMILIANO, EMPERADOR DE MEXICO:

Visto lo determinado en el Art. 78 del Estatuto.53
DECRETAMOS
El Escudo de armas del Imperio es de forma oval y campo azul: lleva en el centro el águila del Anáhuac, de perfil pasante, sostenida por un nopal, soportado por una roca inundada de agua, y desgarrando la serpiente: la bordura es de oro, cargada de los ramos de encina y laurel, timbrado con la corona imperial: por soportes tiene los dos Grifos de las armas de Nuestros mayores, mitad, la parte superior negra y la inferior de oro; y por detrás en sotuer el cetro y la espada: está rodeada del collar de la Orden del Águila Mexicana, y por divisa: “Equidad en la Justicia”. Todo conforme al modelo que se acompaña, señalado con el número uno.
Los colores del pabellón nacional son: el verde, el blanco y rojo, colocados paralelamente a la asta en el mismo orden en que se enumeran y en iguales dimensiones cada uno.
Los adornos del Imperial son, el Escudo de armas sobre el color blanco, y cuatro águilas sobre el nopal, coronadas, en los cuatro ángulos del pabellón.
El de guerra no tiene más adorno que el águila coronada sobre el nopal en el centro del color blanco.
Para que la forma sea regular y una sola, se cuidará dar a los pabellones a lo largo dobles dimensiones que a lo ancho; a las banderas de los cuerpos iguales dimensiones a lo largo que a lo ancho, y que el gallardete sea veinte veces más largo que ancho en su nacimiento, como se pone a la vista por medio de los diseños adjuntos a este decreto, en la estampa marcada como número dos. Nuestro Ministro de Estado queda encargado de la ejecución de este decreto.
Dado en México, a primero de noviembre de 1865. -MAXIMILIANO.

Por el Emperador, el Ministro de Estado, José F. Ramírez".

## Asia

### China
Históricamente, el dragón ha sido el símbolo de los emperadores de China con muchas dinastías. En la época de la Dinastía Zhou, el dragón de las cinco garras estaba asociado con el Hijo del Cielo, el dragón de las cuatro garras con los Zhuhou (aristócratas) y el de las tres con los Daifu (burócratas). Con la Dinastía Qing, el dragón de las cinco garras pasó a ser el símbolo del emperador mientras que los de cuatro y tres garras quedaron relacionados con los súbditos. También con esta dinastía el dragón figuró en la bandera del Imperio Chino desde el año 1862 . En esta bandera figuraba el dragón, de color azul, sobre fondo amarillo. Inicialmente la forma de la bandera fue triangular, pero en 1890 fue sustituida por otra versión, con los mismos elementos pero de forma cuadrada.

### Japón

Estandarte imperial de Japón.

El estandarte del emperador de Japón consiste en una bandera roja de forma rectangular con el símbolo del Emperador, una flor de crisantemo, situado en su centro. En el año 1869 se adoptó la  primera versión del estandarte imperial, que estuvo compuesta por una representación del sol sobre un fondo estampado. Se dejó de utilizar en el año 1889.

### Imperio aqueménida

Estandarte de Ciro II el Grande.

Ciro II el Grande, fundador del Imperio persa aqueménida, contó con un estandarte de color blanco en el que figuraba representado un halcón dorado con sus alas extendidas horizontalmente bajo un círculo, que fue el emblema usado por este imperio, y con sus bordes adornados con un dentado. Jenofonte mencionó este estandarte en el primer capítulo del libro VII de su obra Ciropedia al indicar que antes de una batalla se exhortó a las líneas  "...que mantuviesen el paso firme y la mirada en el estandarte".

### Irán

Estandarte imperial de Irán usado hasta 1979.

El estandarte del Sah de Irán consistió en un paño de color celeste, el color de la  dinastía reinante, con el escudo del emperador situado en su centro. El escudo se encontraba timbrado con la Corona Pahlavi, creada para la coronación de Reza Shah en 1926, y estaba rodeado por una cinta de color blanco. En una versión más reciente pudo leerse el lema imperial iraní: "Mara dad farmud va Khod Davar Ast" ("Justicia Él me ofrece hacerla como Él me juzgará"). En el cantón  del estandarte figuraba la antigua bandera de Irán, con el león y el sol.

### Vietnam

Estandarte imperial de Vietnam usado hasta 1945.

Los emperadores de la dinastía Nguyễn, que gobernaron Vietnam de 1802 hasta 1945, bajo protección francesa de 1880 hasta su final, utilizaron un estandarte que, como de los emperadores chinos, era triangular de color amarillo y cargado de un dragón, pero de color verde este último. La diferencia más destacable fue la adición de un borde rojo, un margen dentado en forma de llamas amarillas. Sobre el estandarte iba una cinta roja y amarilla.